# Lipczynka
Lipczynka – rzeka, lewy dopływ Brdy o długości 23,62 km. Płynie przez Równinę Charzykowską w gminie Przechlewo w województwie pomorskim. Źródła rzeki znajdują się na obszarach torfowiskowo-źródliskowych w okolicach osady leśnej Kobyle Góry. Przepływa przez jezioro Lipczyno Wielkie oraz miejscowości Lipczynek, Przechlewko, Dąbrowa Człuchowska i Sąpolno, gdzie łączy się z Brdą.